# Seznam uměleckých realizací ve veřejném prostoru v Michli
Seznam uměleckých realizací v Michli v Praze 4 a 10 obsahuje tvorbu výtvarných umělců umístěnou ve veřejném prostoru v katastrálním území Michle. Seznam je řazen podle ulic a nemusí být úplný.

## Seznam uměleckých realizací
| Název                                                       | Fotografie                                                                          | Lokace                                                         | Autor                                                 | Rok       | Popis                                    | Poznámka                                                                                                 |
| ----------------------------------------------------------- | ----------------------------------------------------------------------------------- | -------------------------------------------------------------- | ----------------------------------------------------- | --------- | ---------------------------------------- | --- |
| Domovní znamení - Flóra (2+5†)                              | Kategorie „Domovní znamení-Flóra (Vlastimil Květenský)“ na Wikimedia Commons        | Družstevní ochoz 50°3′28,49″ s. š., 14°26′53,13″ v. d.         | Vlastimil Květenský (1930–1985)                       | 1977–1979 | domovní znamení, glazovaná keramika      | Sídliště Na Jezerce, ze souboru 7 domovních znamení jsou 2 zachovány (realizovány), čp. 1152/9 a 1153/11 |
| Kočka                                                       |                                                                                     | Hadovitá 1023/7 50°3′7,48″ s. š., 14°27′36,53″ v. d.           | Hedvika Ilečková-Hendrychová (*1940)                  | 1982      | socha; glazovaná keramika                | zahrada školy                                                                                            |
| Květ                                                        | Kategorie „Fountain at Kačerov station“ na Wikimedia Commons                        | Michelská 50°2′31,05″ s. š., 14°27′38,03″ v. d.                | Jiří Kryštůfek (*1932)                                | 1973      | fontána, travertin                       | Metro C-Kačerov, atrium                                                                                  |
| Abstraktní plastika                                         |                                                                                     | Na Líše 936/16 50°2′51,36″ s. š., 14°27′55,63″ v. d.           | Eugen Jindra                                          | 1984      | socha, kov                               | základní škola, atrium                                                                                   |
| Dekorativní zeď                                             | Kategorie „Dekorativní zeď (Jindřiška Radová, Pravoslav Rada)“ na Wikimedia Commons | Na Úlehli 50°2′47,51″ s. š., 14°27′40,56″ v. d.                | Pravoslav Rada (1923–2011) Jindřiška Radová (*1925)   | 1971      | dekorativní stěna; bronz, keramika       | u venkovního schodiště                                                                                   |
| Strom života (†)                                            |                                                                                     | Na Úlehli 50°2′47,86″ s. š., 14°27′40,31″ v. d.                | Pravoslav Rada (1923–2011) Jindřiška Radová (*1925)   | 1969      | socha, bronz keramika železo             | vypalování, lití; odstraněno                                                                             |
| Zednický učeň                                               | Kategorie „Zednický učeň (Julius Lankáš)“ na Wikimedia Commons                      | Nad Vršovskou horou 88/4 50°3′40,28″ s. š., 14°28′22,02″ v. d. | Julius Lankáš (1909–1991) Aleš Hnízdil (*1954)        | 1979      | socha, pískovec                          | areál bývalého Pražského stavebního podniku                                                              |
| Fontána ve vestibulu domova mládeže SOU Ohradní             |                                                                                     | Ohradní 126/57 50°3′9,02″ s. š., 14°27′20,87″ v. d.            | Zdeněk Němeček (1931–1989) Kornelie Němečková (*1932) | 1975      | fontána; žula, keramika                  | Střední odborné učiliště, vestibul                                                                       |
| Dekorativní plastika                                        |                                                                                     | Ohradní 126/57 50°3′9,05″ s. š., 14°27′20,08″ v. d.            | Miloš Chadraba (*1945) Kornelie Němečková (*1932)     | 1976      | plastika; kov, kámen                     | Střední odborné učiliště, exteriér                                                                       |
| Geometrický reliéf                                          |                                                                                     | Ohradní 1159/65 50°3′11,58″ s. š., 14°27′35,08″ v. d.          | neuveden                                              |           | reliéf                                   | fasáda domu                                                                                              |
| Fontána s mozaikou v atriu bývalé Výzbrojny požární ochrany |                                                                                     | Ohradní 1166/26 50°3′8,4″ s. š., 14°27′25,32″ v. d.            | J. Holý V. Klumparová                                 | 1981      | fontána, mozaika; kámen, keramika        | atrium                                                                                                   |
| Obilné snopy                                                |                                                                                     | Pekárenská 1151/10 50°3′4,93″ s. š., 14°27′47,04″ v. d.        | neuveden                                              | 1968–1975 | socha                                    | Michelské pekárny, interiér                                                                              |
| Abstraktní plastika                                         | Kategorie „Abstraktní plastika (Michle)“ na Wikimedia Commons                       | Pod Bohdalcem I 50°3′51,87″ s. š., 14°28′13,34″ v. d.          | neuveden                                              | 1984      | plastika, pískovec                       | na dětském hřišti                                                                                        |
| Kotva                                                       | Kategorie „Kotva“ na Wikimedia Commons                                              | Pod Dálnicí 1282/1 50°2′40,85″ s. š., 14°27′37,95″ v. d.       | Zbyněk Runczik (*1941) Václav Vejdovský (*1925)       | 1973      | socha, bronz                             | na schodišti před vstupem                                                                                |
| Möbiovy pásky                                               | Kategorie „Möbiovy pásky“ na Wikimedia Commons                                      | Pod Dálnicí 1282/1 50°2′40,63″ s. š., 14°27′35,25″ v. d.       | Eva Bočková (*1946)                                   | 1974      | herní prvek, beton                       | na ploše za domem                                                                                        |
| Plastická stěna výškového domu                              |                                                                                     | Pod Dálnicí 1282/1 50°2′41,07″ s. š., 14°27′37,71″ v. d.       | neuveden                                              | 1973      | dekorativní stěna, beton                 | stěna domu                                                                                               |
| Rodina                                                      | Kategorie „Rodina (Jaroslav Vacek)“ na Wikimedia Commons                            | U Botiče 50°3′16,59″ s. š., 14°27′23,84″ v. d.                 | Jaroslav Vacek (1923–2012)                            | 1988      | socha, mramor                            | volný prostor                                                                                            |
| Plamen                                                      |                                                                                     | U Plynárny 50°3′20,69″ s. š., 14°27′46,86″ v. d.               | Arnošt Košík (1920–1990)                              | 1975      | plastika, nerez ocel                     | areál michelské plynárny                                                                                 |
| Sněhové vločky                                              |                                                                                     | U plynárny 50°3′19,02″ s. š., 14°27′47,37″ v. d.               | Čestmír Suška (*1952)                                 | 2006      | socha, ocel                              | areál michelské plynárny                                                                                 |
| Věda a práce                                                | Kategorie „Věda a Práce (Ladislav Šaloun)“ na Wikimedia Commons                     | U Plynárny 500/44 50°3′22,89″ s. š., 14°27′51,31″ v. d.        | Ladislav Šaloun (1870–1946)                           | 1937      | socha, bronz                             | před vchodem                                                                                             |
| Kovová plastika                                             |                                                                                     | U Plynárny 1129/12 50°3′18,56″ s. š., 14°27′19″ v. d.          | Josef Nálepa (1936–2012)                              | 1969      | socha, svařovaný kov                     | volný prostor                                                                                            |
| Brouk                                                       | Kategorie „Brouk (David Černý)“ na Wikimedia Commons                                | Vyskočilova 50°2′51,66″ s. š., 14°27′13,59″ v. d.              | David Černý (*1967)                                   | 2020      | mobilní plastika; kov, laminát; 17×3,5 m | odhaleno 1. dubna; automobil Porsche 911, napíchnutý na obří špendík; Brumlovka                          |
| Manažer z Brumlovky                                         |                                                                                     | Želetavská 50°2′55,14″ s. š., 14°27′12,42″ v. d.               | Free Mozaik                                           | 2017      | mozaika                                  | Filadelfie Tower                                                                                         |